# Jan Schomburg
Jan Schomburg (* 23. Februar 1976 in Aachen) ist ein deutscher Filmregisseur, Drehbuchautor und Schriftsteller.

## Leben und Wirken
Jan Schomburg studierte von 1996 bis 2001 Visuelle Kommunikation an der Kunsthochschule Kassel und Audiovisuelle Medien an der Kunsthochschule für Medien Köln. 2007 war Schomburg Absolvent der Drehbuchwerkstatt München, 2008 erhielt er ein Stipendium der Warschauer „Andrzej Wajda Master School of Directing“.
Sein Debütfilm Über uns das All wurde im Februar 2011 bei den 61. Internationalen Filmfestspielen in Berlin in der Sektion „Panorama Special“ uraufgeführt. Schomburgs zweiter Spielfilm Vergiss mein Ich feierte seine Weltpremiere im Wettbewerb des 43. Internationalen Film Festival Rotterdam.
Das Drehbuch für die Verfilmung von Stefan Zweigs letzten Lebensjahren, Vor der Morgenröte (2016), schrieb er gemeinsam mit Maria Schrader.
2017 erschien sein Debütroman Das Licht und die Geräusche bei dtv. Für das gemeinsam mit Maria Schrader verfasste Drehbuch zu ihrem Spielfilm Ich bin dein Mensch (2021) erhielt er den Deutschen Filmpreis. Schomburgs deutsch-dänische Serie Other People’s Money – Die Affäre Cum-Ex über die Hintergründe der CumEx-Files wurde auf der Berlinale 2025 erstmalig gezeigt.
Die Autorin und ehemalige Gymnasiallehrerin Andrea Schomburg ist seine Mutter.

## Filmografie (Auswahl)
- 1999: Winterspruch (Kompilationsfilm), (Regie)
- 2001: Turnverein (Kurzfilm), (Regie, Drehbuch)
- 2004: Nie solo seiN (Kurzfilm), (Regie, Drehbuch)
- 2005: Esther (Kurzfilm), (Regie, Drehbuch)
- 2007: Innere Werte (Fernsehfilm), (Regie, Drehbuch)
- 2011: Über uns das All, (Regie, Drehbuch)
- 2014: Vergiss mein Ich, (Regie, Drehbuch)
- 2015: Ein Mord mit Aussicht (Regie)
- 2016: Vor der Morgenröte (Drehbuch; gemeinsam mit Maria Schrader)
- 2020: Der göttliche Andere (Regie, Drehbuch)
- 2021: Ich bin dein Mensch (Drehbuch; gemeinsam mit Maria Schrader)
- 2025: Die Affäre Cum-Ex (Serie), (Drehbuch; mit Astrid Øye und Pål Sletaune)

## Buchveröffentlichungen
- 2017: Das Licht und die Geräusche. Roman (dtv) ISBN 978-3-423-28108-9.
- 2024: Die Möglichkeit eines Wunders. Roman (dtv) ISBN   978-3-423-29018-0.

## Preise und Auszeichnungen
- 1999: Hessischer Filmpreis für Winterspruch
- 2004: Hessischer Filmpreis für Nie solo seiN
- 2004: Beste deutsche Produktion beim Internationalen Festival der Filmhochschulen München für Nie solo seiN
- 2004: Publikumspreis beim Kinofest Lünen für Nie solo seiN
- 2011: Prix Europa Cinemas bei den 61. Internationalen Filmfestspielen Berlin für Über uns das All
- 2011: Hauptpreis Der fliegende Ochse beim Filmkunstfest Schwerin für Über uns das All
- 2011: Besondere Auszeichnung der Jury, Drehbuchpreis beim Festival des deutschen Films Ludwigshafen für Über uns das All
- 2012: Deutscher Filmpreis – Nominierung in der Kategorie Bestes Drehbuch – unverfilmt für Vergiss mein Ich
- 2014: Nominierung für den Tiger Award beim Internationalen Film Festival Rotterdam für Vergiss mein Ich
- 2014: Filmkunstpreis für Vergiss mein Ich beim Festival des deutschen Films
- 2016: Nominierung für den Grimme-Preis in der Kategorie Unterhaltung für den Fernsehfilm Ein Mord mit Aussicht[4]
- 2021: Deutscher Filmpreis – Bestes Drehbuch für Ich bin dein Mensch (gemeinsam mit Maria Schrader)
- 2022: Bayerischer Filmpreis – Bestes Drehbuch für Ich bin dein Mensch (gemeinsam mit Maria Schrader)